# ランドキャリー
株式会社ランドキャリー（英: LAND CARRY CO., LTD.）は、愛知県春日井市神屋町に本社を置く運送会社である。
運送、倉庫及び物流コンサルティングを主な業務としている。

## 沿革
- 1993年（平成5年）12月 - 創業[1]。
- 1997年（平成9年）7月18日 - 有限会社ランドキャリー設立。
- 1998年（平成10年）11月 - 株式会社ランドキャリーに組織変更。
- 2004年（平成16年）10月1日 - 本社営業所がISO9001:2000を承認取得。

## 車両
15トンウイングトラックを中心に150台以上の貨物車両を保有している。

## 事業所
- 本社・春日井物流センター（愛知県春日井市）[1]
- 神戸支店（兵庫県神戸市中央区）[1]
- 岐阜営業所（岐阜県可児市）[1]

## 事故
- 2011年6月13日に、大阪府茨木市内の名神高速道路で、同社岐阜営業所所属のトラックが渋滞の車列に追突する事故があった。この事故で車5台が炎上し、2人が死亡し5人が負傷。大阪府警は、トラックを運転していた同社の運転手を、自動車運転過失致死傷及び道路交通法違反容疑で逮捕した後、9月13日に岐阜営業所長を逮捕。さらにその後の調べで、この運転手が過労状態であることを知りながら運転業務に就かせたとして、9月26日に法人としての同社が書類送検された[2]。